# Musketier mit Hieb und Stich
Musketier mit Hieb und Stich (Originaltitel: Les Mariés de l’an Deux) ist ein Abenteuerfilm von Jean-Paul Rappeneau, der in Frankreich am 24. April 1971, in der Bundesrepublik Deutschland am 14. September 1972 in die Kinos kam. Bundesdeutscher Fernsehtitel war Der Teufelskerl, der DDR-Verleihtitel Das Brautpaar des Jahres II.

## Handlung
Nicolas Philibert tötete vor Beginn der Französischen Revolution im Duell einen Aristokraten, floh deshalb in die Vereinigten Staaten und ließ seine Frau Charlotte zurück. Als beide noch Kinder waren, hatte ihnen eine alte Zigeunerin vorausgesagt, dass Charlotte einen Fürsten zum Ehemann haben und Nicolas sein Glück in einer neuen Welt machen würde. Zumindest ein Teil der Prophezeiung scheint sich zu erfüllen: Nicolas gelangt in South Carolina zu Wohlstand und will reich heiraten, muss aber zuvor noch die Scheidung von Charlotte durchsetzen. Er reist deshalb 1793 nach Frankreich, wobei er gleichzeitig Geschäfte machen will. Dort beherrscht inzwischen die Revolution das Leben, das Volk hungert und seine Schiffsladung Getreide wird von den Revolutionären beschlagnahmt. Ihm droht als vermeintlichem Spion sogar die Hinrichtung. Als er auch noch verhindert, dass die adlige Pauline, die auf den führenden Volksvertreter bei einer Revolutionsfeier einen Anschlag verübt, sofort erschossen wird, muss er fliehen.
Auf dem Land gerät er dabei in die Hände der Royalisten, die ihn auch für einen Spion halten und zu töten versuchen. Erst in einem schlossartigen Unterschlupf der Royalisten klärt die von ihm gerettete Pauline die Lage. Hier trifft er auch Charlotte, die inzwischen Heiratspläne mit dem Marquis de Guérandes hat. Es wird aber bald klar, dass weder Charlotte von Philibert loskommt, noch der Marquis von dessen Schwester Pauline – beide lieben sich heimlich. Nach einer Reihe von Verwechslungen entflammt ein royalistischer Prinz in Zuneigung zu Charlotte und entführt sie hinter die österreichischen Linien zu den Emigranten, sodass auch ihre Prophezeiung sich zu erfüllen scheint. Nicolas verfolgt jedoch beide und reißt dabei ungewollt die bedrängten Truppen der jungen Republik zu einem erfolgreichen Angriff auf die Österreicher mit. Pauline wird derweil mit ihrem Bruder Henri glücklich.
Gegen alle Wahrscheinlichkeit sind Charlotte und Philibert fünfzehn Jahre später immer noch ein streitlustiges, aber glückliches Paar, und auch die Prophezeiung erfüllt sich auf gänzlich andere Weise, als zunächst zu erwarten war: Nicolas macht als Revolutionsheld in der neuen Welt des Ersten Kaiserreichs sein Glück und wird Marschall von Frankreich. Als er von Napoleon zum Fürsten („prince“) erhoben wird, ist auch Charlotte mit dem Prinzen aus der Weissagung verheiratet.

## Besetzung
Jean-Paul Rappeneau wollte ursprünglich Claude Jade und Michel Duchaussoy für das inzestuöse Geschwisterpaar besetzen. Er entschied sich dann als Kontrast zum Paar Belmondo/Jobert für das dunkelhaarige Paar Laura Antonelli (damals Belmondos Verlobte) und Sami Frey. Der junge Patrick Dewaere ist in einer kleinen Nebenrolle als Revolutionsfreiwilliger zu sehen.

## Verleihtitel
Der Originaltitel war bei wörtlicher Übersetzung nach Auffassung des westdeutschen Verleihs für das deutschsprachige Durchschnittspublikum weitgehend unverständlich, denn die Zählung des Revolutionskalenders (römische Zahlen, beginnend mit der Kanonade von Valmy von 1792, also an II „Jahr 2“ d. h. 1793) ist in Deutschland weitgehend unbekannt. Um den Zuschauern zumindest klarzumachen, dass es sich um einen Abenteuerfilm handelte, kam der Verleih auf den Zusatz Musketier. Die Musketiere der Garde waren zur Zeit der Filmhandlung jedoch bereits aufgelöst und die einzigen im Film gezeigten Musketiere waren die österreichischen Linieninfanteristen.
Im englischen Sprachraum wählte man für die Vermarktung aus ähnlichen Überlegungen The Scarlet Buccaneer, The Scoundrel und The Swashbuckler.
Beim Progress Film-Verleih entschied man sich hingegen für eine wörtliche Übersetzung des Titels der beim Studio für Synchronisation der DEFA erstellten DDR-Fassung (Sprecher: Kurt Kachlicki, Helga Piur, Winfried Wagner, Barbara Adolph, Martin Flörchinger, Helmut Müller-Lankow, Hans-Peter Minetti, Wolfgang Lohse; Dialoge: Manfred Heidicke; Regie: Hella Graf; Schnitt: Katarina Klafki; Ton: Heinz Baldin).

## Kritiken
„Gute Unterhaltung in einem handfesten, geschickt und mit einigem Witz arrangierten Abenteuerfilm“, urteilte das Lexikon des internationalen Films.

## Auszeichnungen
Der Film war 1971 für die Goldene Palme in Cannes nominiert.